# Harald Wägner
Sven Harald Wägner, född 3 april 1885 i Lund, död 12 mars 1925 i Paris, var en svensk författare och journalist. Pseudonymer: Cobra; Gordon Bennet; Lennart Slange; Lennart Stange.

## Biografi
Harald Wägner var son till doktor Sven Wägner och Anna Ekedahl, samt bror till Elin Wägner. Efter studentexamen 1902 blev han filosofie kandidat 1905 och filosofie licentiat 1913 vid Lunds universitet. Han tjänstgjorde som biblioteksamanuens 1906–1908 och medarbetade 1910–1923 i Dagens Nyheter och 1913–1925 i Aftonbladet. Åren 1911–1922 var han gift med författaren Ellen Rydelius, med vilken han fick dottern Ria Wägner. Han är begravd på Norra kyrkogården i Lund.
Wägner skrev äventyrsromaner i Frank Hellers anda, under pseudonymen Lennart Stange, samt även noveller. Hans mest omtyckta bok var troligen småstadsskildringen De löjliga familjerna.